# Liste der Monuments historiques in Saint-Nom-la-Bretèche
Die Liste der Monuments historiques in Saint-Nom-la-Bretèche führt die Monuments historiques in der französischen Gemeinde Saint-Nom-la-Bretèche auf.

## Liste der Bauwerke
| Bezeichnung        | Beschreibung | Standort | Kennzeichnung | Schutzstatus | Datum | Bild |
| ------------------ | ------------ | -------- | ------------- | ------------ | ----- | ---- |
| Kirche St-Nom      |              | (Lage)   | PA00087643    | Inscrit      | 1977  |      |
| Pavillon d’Aresnes |              | (Lage)   | PA00087644    | Inscrit      | 1989  |      |